# Fructose-1,6-bisphosphatase
La fructose-1,6-bisphosphatase (FBPase) est une hydrolase qui catalyse la réaction de conversion du fructose-1,6-bisphosphate en fructose-6-phosphate dans la néoglucogenèse et le cycle de Calvin, deux voies métaboliques anaboliques, ainsi que dans la voie des pentoses phosphates :
|                               | + H2O → Pi + |                          |
| β-D-fructose-1,6-bisphosphate |              | β-D-fructose-6-phosphate |

Il s'agit de la réaction inverse de celle catalysée par la phosphofructokinase au cours de la glycolyse,.
Chacune de ces enzymes ne catalysent la réaction que dans un sens et sont régulées par des métabolites tels que le fructose-2,6-bisphosphate de sorte qu'une seule de ces enzymes soit active à la fois : le fructose-2,6-bisphosphate inhibe la fructose-1,6-bisphosphatase mais active la phosphofructokinase-1.
Chez l'homme, cette enzyme existe sous deux isoformes codées par les gènes FBPase1 et FBPase1 et présentes dans le foie et les muscles. FBPase1 se trouve principalement dans le foie et les reins, ainsi que dans l'iléon, les leucocytes et le cerveau. Bien que relativement instable dans l'urine, cette enzyme peut être utilisée comme marqueur de lésion tubulaire proximale.
La fructose-1,6-bisphosphatase intervient dans plusieurs voies métaboliques et est présente chez la plupart des êtres vivants. Elle requiert des cations métalliques divalents, de préférence Mg2+ et Mn2+) et est puissamment inhibée par le cation de lithium Li+. 
Le repliement de la fructose-1,6-bisphosphatase de porc est identique à celui de l'inositol monophosphatase (en) (IMPase). La séquence de l'inositol-polyphosphate 1-phosphatase (IPPase), l'IMPase et la FBPase partagent un motif d'acides aminés commun :
Asp-Pro-Ile/Leu-Asp-Gly/Ser-Thr/Ser.
Cette séquence se lie au cation métallique et participe à la catalyse. Elle se retrouve également dans les IMPases de levures, de bactéries et de mycètes qui sont des protéines homologues éloignées. Ces protéines pourraient appartenir à une famille ancienne d'enzymes dont la structure a été conservée et qui seraient impliquées dans plusieurs voies métaboliques telles que la signalisation cellulaire impliquant de l'inositol, la néoglucogenèse, l'assimilation des sulfates et peut-être également le métabolisme des quinones.
On a identifié trois groupes différents de fructose-1,6-bisphosphatases chez les eucaryotes et les bactéries, appelés FBPase I, II et III. Aucun de ces groupes n'a été identifié chez les archées, mais un quatrième groupe de FBPases, qui présente également une activité IMPase, est présent chez ces dernières.
Un groupe appelé FBPase V a été identifié chez des archées thermophiles et la bactérie hyperthermophile Aquifex aeolicus. Les membres de ce groupe qui ont pu être caractérisés montrent une spécificité stricte vis-à-vis du substrat pour le fructose-1,6-bisphosphate et pourraient être les véritables FBPases chez ces organismes. Une étude structurelle a montré que le groupe FBPase V possède un repliement inhabituel pour une phosphatase d'ose, avec un arrangement de quatre couches en configuration sandwich alpha–bêta–bêta–alpha, par opposition à la configuration plus courante en sandwich alpha–bêta–alpha–bêta–alpha. L'arrangement des résidus du site actif est cohérent avec le mécanisme catalytique à trois ions métalliques proposés pour les autres FBPases.
Les fructose-1,6-bisphosphatases trouvées chez les Firmicutes, des bactéries à Gram positif et faible taux de GC, ne montrent pas de similitudes séquentielles significatives avec les enzymes d'autres organismes. L'enzyme de Bacillus subtilis est inhibée par l'AMP, bien que cela puisse être neutralisé par le phosphoénolpyruvate, et dépend de Mn2+,. Les mutants dépourvus de cette enzyme semblent néanmoins capables de se développer sur des substrats tels que le malate et le glycerol.